# Dhani Harrison
Dhani Harrison, noto anche con lo pseudonimo di Ayrton Wilbury (Windsor, 1º agosto 1978), è un cantante e polistrumentista britannico, figlio dell'ex-Beatle George Harrison e di Olivia Trinidad Arias.
Il suo nome, che è simile al nome Danny ma con la 'd'aspirata, deriva dalla sesta e settima nota della scala musicale Indiana; per l'appunto 'Dha' e 'Ni' (sesta e settima). Quando nacque, suo padre scrisse per lui la canzone Soft Touch.

## Biografia

### Adolescenza
Dhani è cresciuto alla residenza Friar Park di Henley-on-Thames, dove suo padre ha vissuto dal 1970 fino alla morte. Uno dei suoi primi ricordi è stato quello di aver ricevuto lezioni di batteria, quando aveva solo sei anni, dallo "zio" Ringo Starr.
Come suo padre, che fin da piccolo lo portava al Gran premio di Formula 1 in giro per il mondo, Dhani Harrison è molto interessato all'automobilismo.

### Carriera musicale
Ha lavorato con il padre nel suo ultimo album Brainwashed, completato dopo la morte di George, avvenuta il 29 novembre 2001.
Ha partecipato poi al grande concerto in onore del padre, il Concert for George.
Nell'aprile 2006 fondò i thenewno2, che cominciarono subito a registrare; la band infatti pubblicò il video musicale Choose What You're Watching sul proprio sito web. L'album di debutto You Are Here fu pubblicato online l'11 agosto 2008 e arrivò nei negozi il 31 marzo 2009.
La canzone Yomp è stata resa scaricabile per il gioco Rock Band, e Crazy Tuesday è una delle 20 canzoni scaricabili per Rock Band 2.
Il 14 aprile 2009 la Camera del Commercio di Hollywood mise la stella postuma di George Harrison nella Hollywood Walk of Fame. Alla cerimonia parteciparono, tra gli altri, Dhani con la madre Olivia, Ringo Starr, Paul McCartney e Yōko Ono. Ha poi registrato singoli di grande successo all'estero e ha posato come modello per alcuni famosi fotografi. 
Nell'agosto 2010 Dhani, assieme a Ben Harper e Joseph Arthur, fondò i Fistful of Mercy.
Ad ottobre 2017 uscirà il suo primo disco solista, In Parallel.

### Vita privata
È stato fidanzato con Zooey Deschanel.
Nel 2012 sposa Solveig "Sola" Karadottir, figlia del celebre neurologo islandese Kári Stefánsson, dalla quale divorzia nel 2016. 
L'attuale compagna è la musicista di origine australiana Mereki Beach.

## Collaborazione con la serie Rock Band
Dhani ha collaborato alla realizzazione di The Beatles: Rock Band, un videogioco musicale pubblicato il 9 settembre 2009 per Xbox 360, PlayStation 3 e Wii. Fu proprio lui ad avere l'idea di creare un gioco sui Beatles, e ha presto convinto Paul e Ringo ad unirsi al progetto.
In occasione della messa in commercio del gioco, Dhani apparve al The Tonight Show con Conan O'Brien dell'8 settembre 2009, alla fine del quale ha suonato una versione di Birthday che prevedeva lui alla batteria, Conan al basso, Aaron Bleyaert e Mark Pender alle chitarre.
Secondo un'intervista da lui rilasciata al Chicago Tribune, ha lavorato a Rock Band 3, cercando di rendere i controller più reali, in modo che le persone, giocandoci, imparino a suonare veramente.

## Discografia

### Album
Con thenewno2
- 2008 - You Are Here
- 2012 - thefearofmissingout
- 2017 - In Parallel

Con Fistful of Mercy
- 2010 - As I Call You Down (2010)

#### Singoli
Con thenewno2
- 2008 - Another John Doe
- 2008 - Choose What You're Watching
- 2011 - One Way Out

Con Fistful of Mercy
- 2010 - Fistful of Mercy (2010)

#### EP
Con thenewno2
- 2006 - EP001
- 2011 - EP002